# Mậu dịch Nanban
| Lịch sử Nhật Bản | Lịch sử Nhật Bản |
| --- | ---------------- |
| Tiền sửThời kỳ đồ đá cũ ~15000 TCN Thời kỳ Jōmon (Thằng Văn) ~15000 TCN–300 TCN Thời kỳ Yayoi (Di Sinh) tk 4 TCN–tk 3 |                  |
| Cổ đạiThời kỳ Kofun (Cổ Phần) tk 3–tk 7 Thời kỳ Asuka (Phi Điểu) 592–710 Thời kỳ Nara (Nại Lương) 710–794 Thời kỳ Heian (Bình An) 794–1185 |                  |
| Phong kiếnThời kỳ Kamakura (Liêm Thương) 1185–1333 Tân chính Kemmu (Kiến Vũ) 1333–1336 Thời kỳ Muromachi (Thất Đinh) 1336–1573 Thời kỳ Nam-Bắc triều 1336–1392 Thời kỳ Chiến Quốc 1467–1590 Thời kỳ Azuchi-Momoyama (An Thổ-Đào Sơn) 1573–1603 Mậu dịch Nanban (Nam Man) Chiến tranh Nhật Bản – Triều Tiên 1592–1598 Thời kỳ Edo/Tokugawa (Giang Hộ/Đức Xuyên)1603–1868 Chiến tranh Nhật Bản – Lưu Cầu Chiến dịch Ōsaka (Đại Phản) Tỏa Quốc Đoàn thám hiểm Perry Hiệp ước Kanagawa (Thần Nại Xuyên) Bakumatsu (Mạc mạt) Minh Trị Duy tân Chiến tranh Boshin (Mậu Thìn) |                  |
| Hiện đạiThời kỳ Minh Trị (Meiji) 1868–1912 Nhật xâm lược Đài Loan 1874 Chiến tranh Tây Nam Chiến tranh Nhật–Thanh Hiệp ước Mã Quan Chiến tranh Ất Mùi 1895 Phong trào Nghĩa Hòa Đoàn Hòa ước Portsmouth Hiệp ước Nhật–Triều 1910 Thời kỳ Đại Chính (Taishō) 1912-1926 Nhật Bản trong Thế chiến thứ nhất Sự can thiệp của Nhật Bản vào Siberia Đại thảm họa động đất Kantō 1923 Thời kỳ Chiêu Hòa (Shōwa) 1926–1989 Chủ nghĩa quân phiệt Nhật Bản Sự kiện Phụng Thiên Nhật Bản xâm lược Mãn Châu Hiệp ước chống Quốc tế Cộng sản Chiến tranh Trung–Nhật Cuộc tấn công Trân Châu Cảng Vụ ném bom nguyên tử xuống Hiroshima và Nagasaki Chiến tranh Xô–Nhật Nhật Bản đầu hàng Thời kỳ bị chiếm đóng 1945-1952 Nhật Bản thời hậu chiếm đóng Kỳ tích kinh tế Nhật Bản thời hậu chiến Thời kỳ Bình Thành (Heisei) 1989–2019 Thập niên mất mát Động đất Kobe 1995 Cool Japan Động đất và sóng thần Tōhoku 2011 Thời kỳ Lệnh Hòa (Reiwa) 2019–nay Đại dịch COVID-19 tại Nhật Bản |                  |
| Xem thêm Thiên hoàng • Niên biểu • Đế quốc Nhật Bản Kinh tế • Giáo dục • Quân sự • Hải quân • Di sản thế giới |                  |
| x t s |                  |

Mậu dịch Nanban (tiếng Nhật: 南蛮貿易, nanban-bōeki, "Nam Man mậu dịch") hay "thời kỳ thương mại Nanban" (tiếng Nhật: 南蛮貿易時代, nanban-bōeki-jidai, "Nam Man mậu dịch thời đại") là một giai đoạn trong lịch sử Nhật Bản, bắt đầu từ chuyến viếng thăm đầu tiên của người châu Âu đến Nhật Bản năm 1543, đến khi họ gần như bị trục xuất khỏi quần đảo này vào năm 1641, sau khi ban bố sắc lệnh "Sakoku" (Tỏa Quốc).

## Từ nguyên
Nanban (南蛮 "Nam Man") là một từ Hán-Hòa ban đầu dùng để chỉ người từ Nam Á và Đông Nam Á. Cách sử dụng của nó là từ Trung Quốc, vốn đặt tên rõ cho những người "dã man" ở bốn phía xung quanh mình, những người ở phương Nam được gọi Nam Man. Ở Nhật Bản, từ này có nghĩa mới khi nó được dùng để chỉ người châu Âu, người đầu tiên đến Nhật năm 1543, ban đầu từ Bồ Đào Nha, rồi đến Tây Ban Nha và sau đó là Hà Lan (mặc dù người Hà Lan thường được gọi là "Kōmō", 紅毛, nghĩa là "Hồng Mao") và Anh. Từ Nanban, một cách tự nhiên, được cho là phù họp với những người mới đến, vì họ đến bằng những con tàu từ phương Nam, và phong tục của họ bị coi là hơi "tự nhiên" với người Nhật.

## Xung đột văn hóa

### Ghi chép của Nhật Bản về người châu Âu

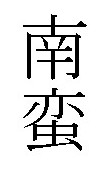
Chữ Nanban, "Nam Man".

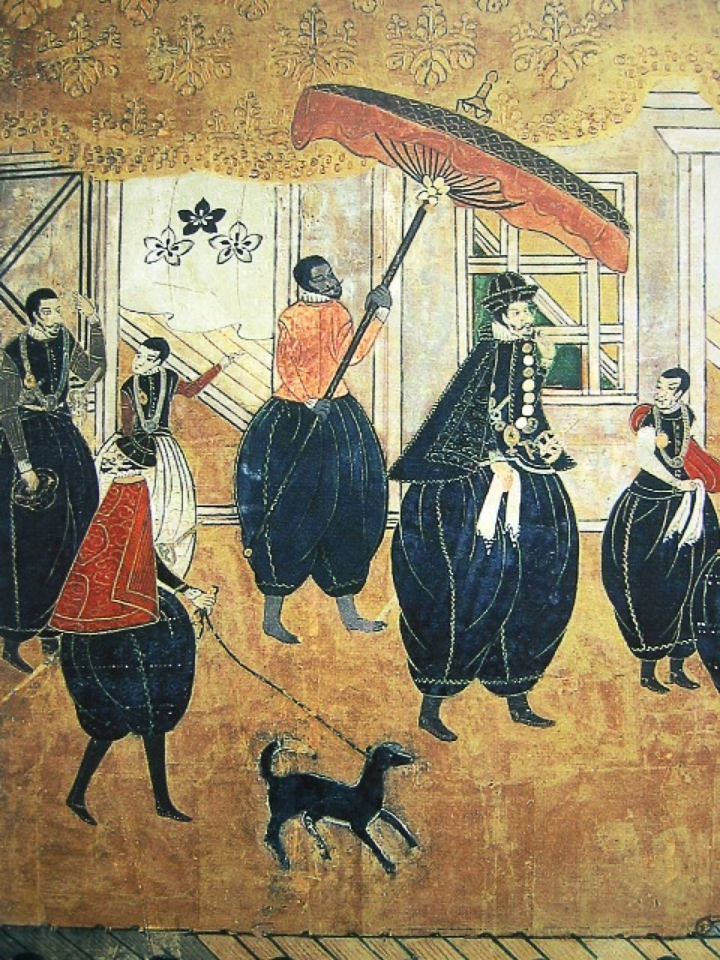
Một nhóm người Bồ Đào Nha Nanban, thế kỷ 17, Nhật Bản.

Ban đầu người Nhật hơi thô bạo với tính cách của những người nước ngoài mới đến. Một ghi chép thời đó của Nhật thuật lại: 
"Họ ăn bằng ngón tay thay vì bằng đũa như chúng ta. Họ thể hiện cảm xúc của mình mà không có chút kiềm chế gì cả. Họ không thể hiểu ý nghĩa của các con chữ" (trích từ Boxer, "Christian century").
Tuy vậy, người Nhật sớm tiếp thu được vài kỹ thuật và thói quen văn hóa của các vị khách, trong các lĩnh vực quân sự (súng hỏa mai, kỵ binh mặc giáp kiểu châu Âu, thuyền châu Âu), tôn giáo (Cơ đốc giáo), nghệ thuật trang trí, và ngôn ngữ (sự hòa nhập vào tiếng Nhật của ngữ pháp phương Tây.
Rất nhiều người nước ngoài đã kết bạn với các quý tộc người Nhât, và khả năng của họ đôi khi được tưởng thưởng bằng cách đưa lên đẳng cấp Samurai (như William Adams), và ban cho một thái ấp ở bán đảo Miura, phía Nam Edo.

### Ghi chép của châu Âu về Nhật Bản
Châu Âu thời kỳ Phục hưng là một vùng đất khá hấp dẫn. Nhật Bản được coi là đất nước vô cùng giàu có về kim loại quý, chủ yếu là do những ghi chép của Marco Polo về những đền thời và cung điện mạ vàng, nhưng cũng nhờ lượng quặng bề mặt tương đối dồi dào ở một quốc gia có núi lửa, trước khi việc khai quặng dưới lòng đất theo quy mô lớn được hiện thực hóa vào thời đại công nghiệp. Nhật Bản trở thành nhà xuất khẩu đồng và bạc trong suốt thời kỳ này.
Nhật Bản cũng có một xã hội phong kiến phức tạp với nền văn hóa cao và công nghệ tiền công nghiệp hùng mạnh. Đất nước này có dân số và đô thị hóa mạnh mẽ hơn bất kỳ quốc gia Tây Âu nào (trong thế kỷ 16, Nhật Bản có 26 triệu dân trong khi đó Pháp có 16 triệu còn Anh chỉ có 4.5 triệu người). Nhật Bản có trường "đại học" Phật giáo lớn hơn bất kỳ một học viện nào ở phương Tây, ví dụ như Salamanca hay Coimbra. Những nhà thám hiểm châu Âu nổi bật trong thời đại này dường như đồng ý rằng người Nhật "không chỉ hơn những người phương Đông khác, mà họ còn vượt trội cả người châu Âu" (Alessandro Valignano, 1584, "Historia del Principio y Progreso de la Compañía de Jesús en las Indias Orientales).

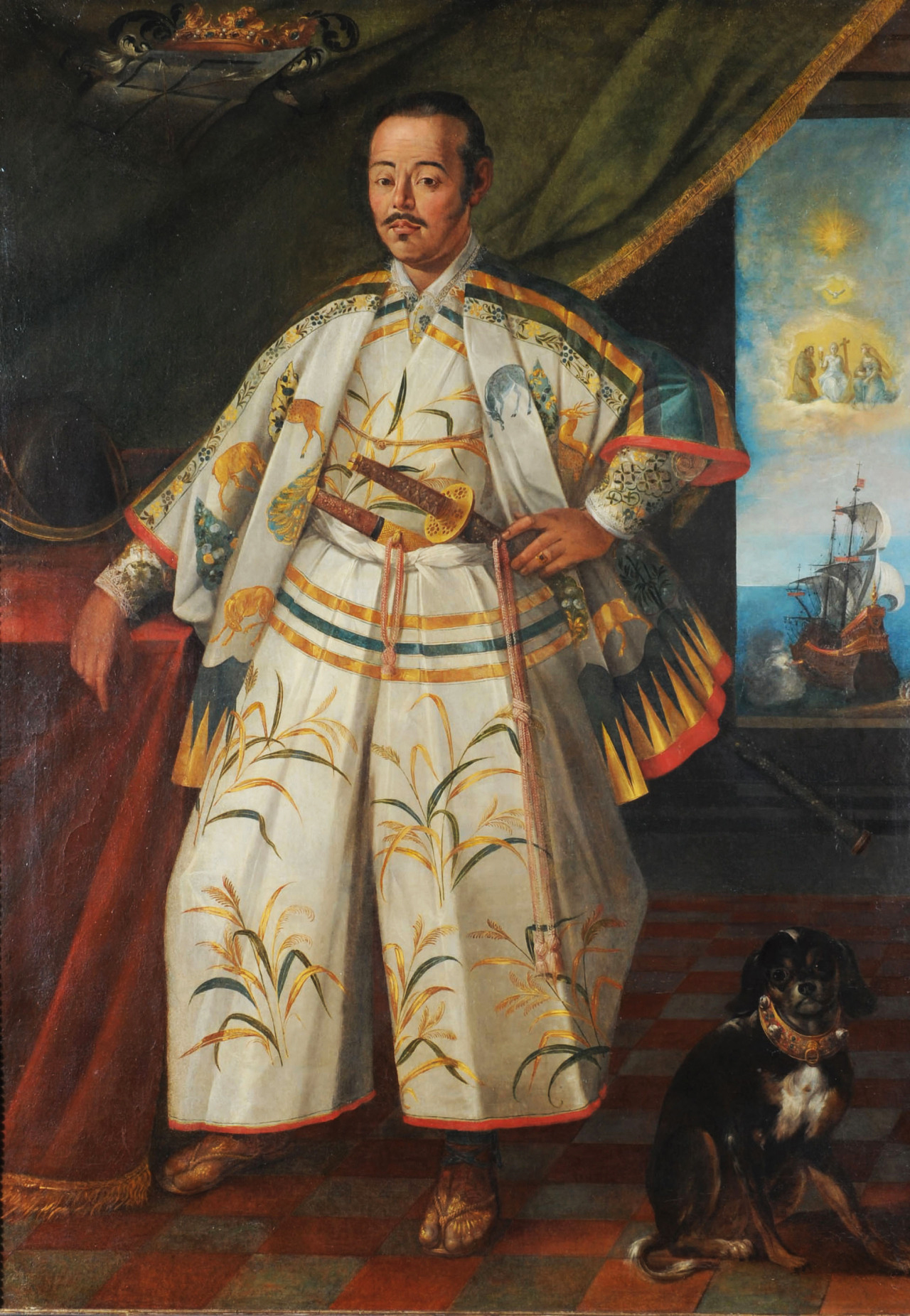
Samurai Hasekura Tsunenaga ở Rome năm 1615, Coll. Borghese, Roma.

Những vị khách châu Âu đầu tiên rất bất ngờ về chất lượng hàng thủ công mỹ nghệ và thép rèn của Nhật. Điều này xuất phát từ việc bản thân nước Nhật cũng khá hiếm những tài nguyên dễ kiếm ở châu Âu, đặc biệt là sắt. Do đó, người Nhật nổi tiếng tằn tiện khi sử dụng tài nguyên; họ sử dụng những gì mình có với một kĩ năng bậc thầy. Đồng và thép của họ là tốt nhất trên thế giới, vũ khí sắc bén nhất, giấy công nghiệp thì không gì có thể so sánh: người Nhật hỉ mũi vào những tờ giấy mềm mại dùng một lần làm từ washi, trong khi phần lớn thế giới phương Tây vẫn tay áo. Khi samurai samurai Hasekura Tsunenaga đến thăm Saint-Tropez, Pháp năm 1615, ông thu hút sự chú ý với thanh kiếm sắc vnes và những giấy xì mũi dùng một lần của mình:
"Họ không bao giờ đụng tay vào thức ăn, thay vào đó họ dùng hai que nhỏ giữ bằng ba ngón. Họ xì mũi với giấy lụa mềm mại có kích thước bằng bàn tay, họ không bao giờ dùng thứ này hai lần, vì họ vứt chúng đi sau khi dùng xong, and they were delighted to see our people around them precipitate themselves to pick them up. Kiếm của họ sắc đến nỗi nó có thể cắt một tờ giấy mềm chỉ bằng đặt nó lên lưỡi kiếm và thổi."
("Relations of Mme de St-Troppez", tháng 10 năm 1615, Bibliotheque Inguimbertine, Carpentras).
Quân đội Nhật tinh nhuệ đến nỗi họ được miêu tả rằng: "Một chiếu chỉ năm 1609 của Tây Ban Nha đặc biệt hướng dẫn các thuyền trưởng Tây Ban Nha trên Thái Bình Dương 'chớ có liều lĩnh đem uy tín vũ khí và quốc gia chúng ta chống lại quân Nhật'" ("Giving up the gun", Noel Perrin). Đội quân samurai Nhật Bản sau này được người Hà Lan trên Quần đảo Gia Vị ở Đông Nam Á thuê để đánh lại người Anh.

## Trao đổi thương mại

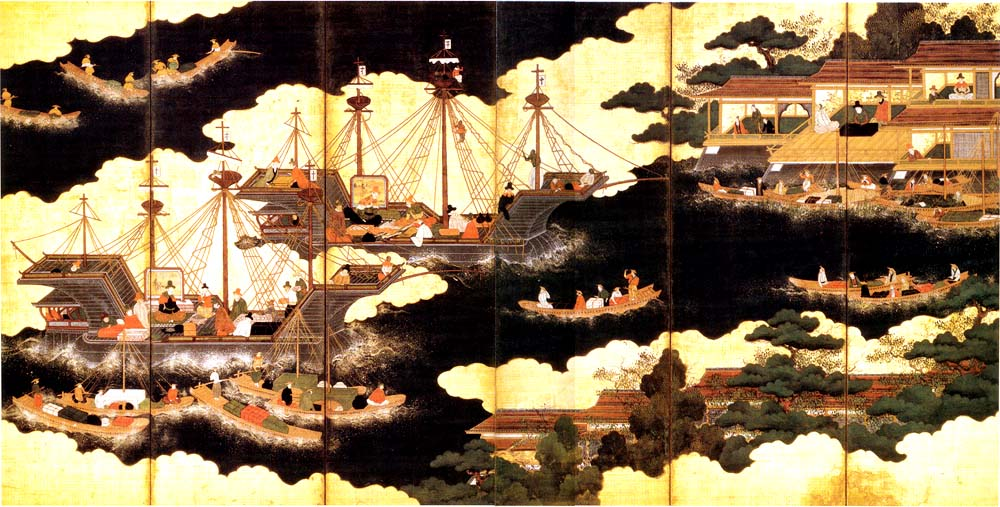
Thuyền Nanban cập bến Nhật Bản. Tranh vẽ thế kỷ 16.

Không lâu sau chuyến tiếp xúc đầu tiên năm 1543, tàu Bồ Đào Nha bắt đầu đến Nhật Bản. Vào thời đó, đã có giao thương giữa Bồ Đào Nha với Goa (khoảng từ năm 1515), bao gồm 3 đến 4 thuyền vuông rời Lisbon với bạc để mua bông và gia vị ở Ấn Độ. Trong số đó, chỉ có một thuyền đến Trung Quốc để mua lụa, cũng đổi bằng bạc Bồ Đào Nha.
Do đó, hàng hóa của những chiếc tàu Bồ Đào Nha (thường là mỗi bốn tàu cỡ nhỏ mỗi năm) đến Nhật Bản chở đầy hàng hóa Trung Quốc (lụa, đồ sứ). Người Nhật rất thích những hàng hóa này, nhưng bị Hoàng đế Trung Quốc cấm có bất kỳ một mối liên hệ nào với nước mình, như là một sự trừng phạt vì nạn cướp biển Wakō. Người Bồ Đào Nha sau đó chớp lấy cơ hội này đóng vai trò trung gian thương mại ở châu Á.

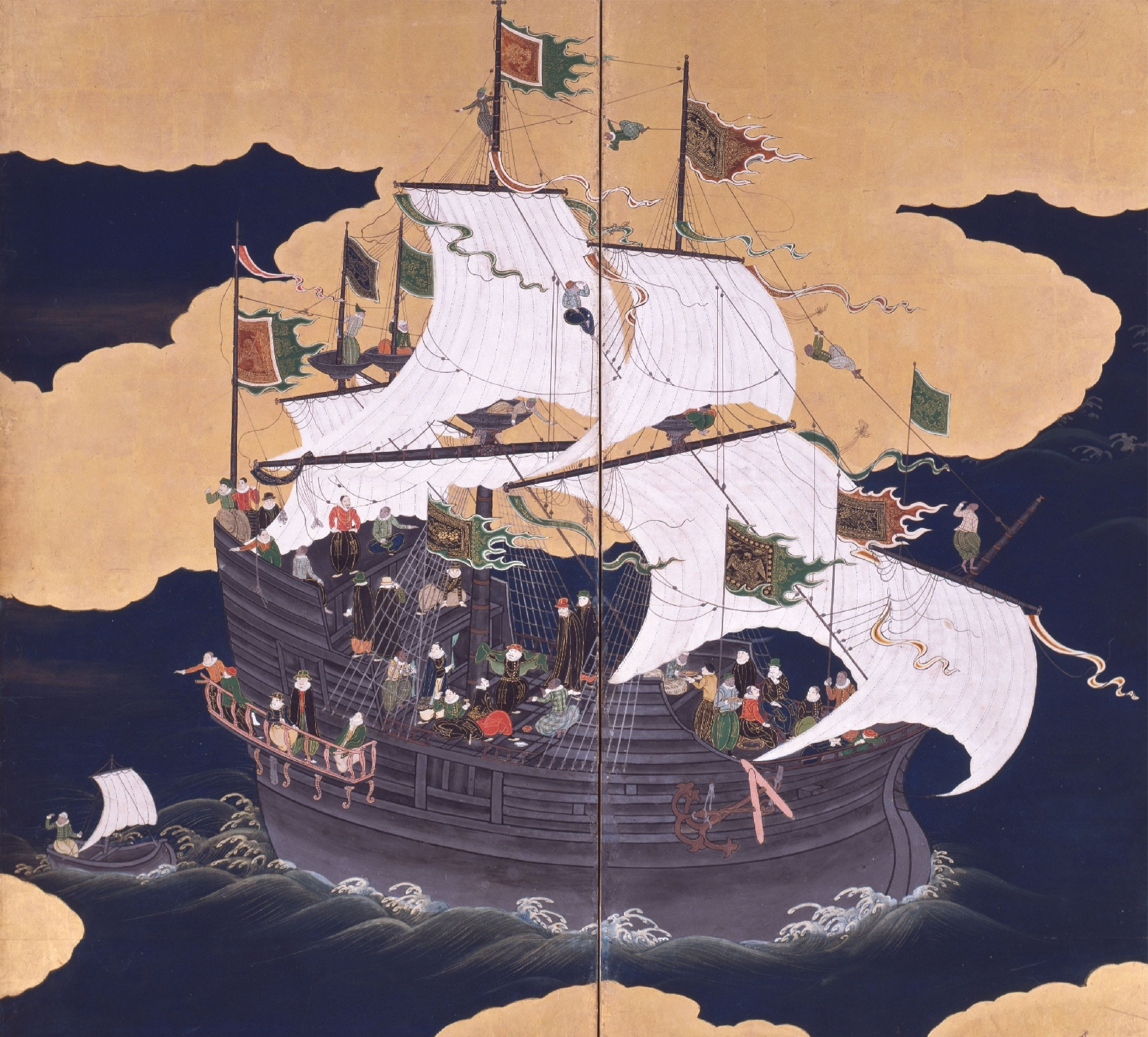
Thuyền vuông Bồ Đào Nha Nagasaki, thế kỷ 17.

Từ khi giành được Macau năm 1557, và được Trung Quốc chính thức công nhận là đối tác thương mại, Vua Bồ Đào Nha bắt đầu điều chỉnh thương mại với Nhật Bản, bằng cách bán cho người trả giá cao nhất cho chuyến hàng thường niên đến Nhật, ảnh hưởng của việc trao độc quyền thương mại cho chỉ một chiếc thuyền vuông duy nhất đến Nhật mỗi năm. Thuyền vuông này là loại thuyền cực lớn, thường khoảng từ 1000 đến 1500 tấn, gấp đôi đến gấp ba lần kích cõ thuyền buồm tiêu chuẩn hay thuyền mành loại lớn.
Giao thương tiếp tục với một số gián đoạn cho đến năm 1638, khi nó bị cấm do cáo buộc các con tàu này đã lén đưa các tu sỹ vào Nhật Bản.
Thương mại Bồ Đào Nha càng ngày càng bị cạnh tranh gay gắt hơn từ những tàu buôn lậu Trung Quốc và các Châu ấn thuyền Nhật Bản từ khoảng 1592 (khoảng 10 tàu mỗi năm), thuyền Tây Ban Nha từ Manila từ khoảng 1600 (một tàu mỗi năm), Hà Lan từ 1609, người Anh từ 1613 (khoảng một tàu mỗi năm).

### Quan hệ với người Hà Lan
Người Hà Lan, thay vì gọi là "Nanban" mà gọi là "Kōmō" (紅毛, "Hồng Mao"), lần đầu tiên đến Nhật Bản năm 1600, trên con tàu Liefde. Hoa tiêu của họ là William Adams, người Anh đầu tiên đến Nhật Bản.
Năm 1605, hai thủy thủ tàu Liefde được Tokugawa Ieyasu gửi đến Pattani để mời người Hà Lan đến buôn bán với Nhật. Người đứng đầu thương điếm Hà Lan ở Pattani, Victor Sprinckel, từ chối với lý do rằng ông rất bận rộn khi phải đối đầu với người Bồ Đào Nha ở Đông Nam Á. Tuy vậy, năm 1609, người Hà Lan Jacques Specx cùng 2 tàu đến Hirado, và qua Adams nhận được đặc quyền thương mại từ Ieyasu.
Người Hà Lan cũng dính líu vào cướp biển và các cuộc hải chiến để làm suy yếu đội tàu Bồ Đào Nha và Tây Ban Nha ở Thái Bình Dương, và cuối cùng trở thành nước phương Tây duy nhất được quyền tiếp cận Nhật Bản từ vùng đất nhỏ Dejima sau năm 1638 và tiếp diễn trong vòng hai thế kỷ sau đó.

## Tiền xu thương mại Nhật Bản thời kỳ đầu và thương mại với Việt Nam thế kỷ 17
Xem thêm: Thương mại Đàng Ngoài thời Lê trung hưng, Thương mại Đàng Trong thời Lê trung hưng

### Bối cảnh lịch sử
Không có tài liệu lịch sử nào thuật lại chính xác khi nào người Nhật bắt đầu buôn bán với Việt Nam. Lịch sử Việt Nam chỉ biết rằng thương nhân Trung Quốc đã buôn bán với người Việt trước đó 200 năm. Theo Giáo sư Hasebe Gakuji và Giáo sư Aoyagi Yogi từ các phát hiện khảo cổ học gần đây ở Nhật Bản, các mảnh vỡ đồ sứ Việt Nam tìm thấy ở phía Bắc đảo Kyushu. Trong số đó có một đĩa gỗ có ghi năm 1330 trên đó (?). Vậy thì người Nhật đã đến Việt Nam hay người Việt đã đến Kyushu ? Hay có lẽ người Trung Quốc, và người Nhật đã làm trung gian thương mại để đưa những hàng hóa này lên phía Bắc ? Thư tịch lịch sử Việt Nam cho thấy Chúa Nguyễn Hoàng lập ra bến cảng Hội An vào đầu thế kỷ 17, và có hàng trăm người Nhật đã ở bến cảng này từ trước đó.
Các tài liệu chính thức của Việt Nam ghi lại cuộc tiếp xúc đầu tiên của người Nhật và người Việt diễn ra năm 1585. Con thứ sáu của Chúa Nguyễn Hoàng dẫn một hạm đội 10 chiếc đến bến Cửa Việt, tiêu diệt hai chiếc tàu hải tặc Kenki, cướp biển Nhật Bản bị tưởng nhầm là người Tây. Sau đó năm 1599, tàu của Kenki bị đắm ở cửa Thuận An và bị tướng của Chúa Nguyễn Hoàng bắt. Năm 1601, Chúa Nguyễn Hoàng gửi thư đến Mạc phủ Tokugawa xin lỗi việc tấn công chiếc tàu của Kenki, một thương nhân Nhật Bản, và để ca ngợi tình hữu nghị giữa hai quốc gia.
Lần lại các dữ kiện lịch sử, có chứng cứ rõ ràng rằng người Nhật muốn buôn bán với người Việt. Từ đời Đường thế kỷ thứ 8, thương nhân Trung Quốc đã vượt đại dương đến Nhật Bản, Chăm Pa, và Java để buôn bán. Thế kỷ 12, thương nhân Nhật Bản đến Trung Quốc cũng với mục đích tương tự. Trong suốt thời Minh thế kỷ 16, va chạm về thương mại giữa Nhật Bản và Trung Quốc tăng lên khi có cướp biển Nhật Bản tấn công nhiều hải cảng Trung Quốc. Nhà Minh cấm dân chúng không được giao thương với người nước ngoài, đặc biệt là với người Nhật, cho dù họ là các thương nhân Nhật Bản lương thiện hay cướp biển và áp đặt chính sách cấm vận với tàu thuyền Nhật Bản. Trong thời kỳ này, Nhật Bản rất cần lụa thô chất lượng cao của Trung Quốc cho Hoàng gia và trang bị cho quân đội. Do đó khi thương mại trực tiếp với Trung Quốc trở nên ngày càng khó khăn, thương nhân Nhật Bản thay vào đó hướng xuống phương các bến cảng Việt Nam, các địa điểm buôn bán trung lập với thương nhân Trung Quốc. Điều này có thể giải thích tại sao Hội An ở Đàng Trong và Phố Hiến, Kẻ Chợ ở Đàng Ngoài trở nên thịnh vượng trong vài thập niên của thế kỷ 17.

### Chính sách Shuinsen của Mạc phủ Tokugawa
Năm 1600, Tokugawa Ieyasu đánh bại những người trung thành với Hideyori trong trận Sekigahara. Ba năm sau, Ieyasu được Thiên Hoàng phong chức Shogun. Điều đó đánh dấu sự khởi đầu thời kỳ Edo và Mạc phủ Tokugawa thống trị Nhật Bản trong hơn 250 năm. Shogun thường trao đổi thư tử với Chúa Nguyễn Hoàng. Thương mại giữa hai nước nhộn nhịp trong vài thập niên.
Theo Giáo sư Kawamoto Kuniye, trong Gaiban Tsuuho – tuyển tập các văn kiện ngoại giao chính thức giữa Nhật Bản và các nước khác từ năm 1599 đến năm 1764, trong lời đáp từ Chúa Nguyễn Hoàng vào tháng 10 (âm lịch) năm 1601, Ieyasu tuyên bố rằng 'Trong tương lại, các con thuyền đến nước ngài từ đất nước tôi sẽ phải được chứng nhận bằng con dấu như trong bức thư này, và thuyền nào không có dấu sẽ không được cho rằng là hợp pháp'. Kể từ đó, chính sách Shuisen (dấu đỏ) bắt đầu có hiệu lực. Bất kỳ thương nhân Nhật BẢn nào có con dấu đỏ của Tokugawa mới được coi là đại diện của Shogun buôn bán với nước ngoài. Giấy chứng nhận buôn bán Shuisen đầy quyền lực, cấp bởi chính quyền Shogun, chỉ được cấp cho các gia đình quý tộc ở Nhật Bản như Chaya, Araki, Phuramoto, Suminnokura.
Giáo sư Iwao Seichi đã tìm ra số lượng Châu ấn thuyền Nhật Bản đến Đại Việt, theo đó có ít nhất 124 tàu đã cập bến Đàng Ngoài và Đàng Trong trong giai đoạn từ 1604 đến 1635, bên cạnh đó còn có những tàu không có giấy phép cập bến trước năm 1604. Những người thống trị Việt Nam đã thiết lập thành công thương mại với Nhật Bản trong thế kỷ 17.
| Số lượng tàu mỗi năm | Đàng Ngoài | Đàng Trong |
| -------------------- | ---------- | ---------- |
| 1604-1605            | 5          | 9          |
| 1606-1610            | 2          | 9          |
| 1611-1615            | 3          | 26         |
| 1616-1620            | 9          | 22         |
| 1621-1625            | 6          | 7          |
| 1626-1630            | 3          | 5          |
| 1631-1635            | 9          | 9          |

Mỗi năm, từ tháng 1 đến tháng 3, khi ngọn gió Đông Bắc thuận lợi thổi về phương Nam, các con tàu Nhật Bản chất đầy bạc và đồng cập bến các cảng sông Việt. Ở Hội An, để để quản lý dòng chảy người Nhật lớn, chính quyền địa phương thành lập hẳn một khu phố Nhật tên là Nihomachi. Và thương nhân Trung Quốc cũng có một khu phố của mình ở gần đó. Họ trao đổi hàng hóa với nhau hay với dân địa phương trên nguyên tắc thị trường. Người Nhật thích lụa thô, đường, gia vị và gỗ đàn hương của Trung Quốc và Việt Nam. Đầu thế kỷ 17, Christoforo Borri sống ở Hội An đã ghi chú về lợi nhuận thương mại rằng "Calamba (gỗ đàn hương) ở điểm thu mua giá 5 đồng ducat một pound; đã ở bến cảng Đàng Trong nó đáng giá hơn nhiều; hiếm khi có thể mua với giá dưới 16 đồng ducat một pound: và khi đã được trở đến Nhật Bản, nó có giá 200 ducat một pound...với chỉ một mảnh đuer để gối đầu, người Nhật sẽ trả từ 300 đến 400 ducat một pound'. Khi gió Đông Nam thổi vào tháng 7, tháng 8, đoàn tàu buôn bắt đầu rời Đại Việt trở về nhà. Ở Đàng Trong, Chaya Shirojiro là thương nhân nổi tiếng nhất, mua lụa, gỗ đàn hương và bán xu bằng đồng, bác, đồng thiếc cho Chúa Nguyễn.

### Tình hữu nghị giữa Đại Việt và Nhật Bản
Tình hữu nghị giữa hai đất nước phát triển nhanh chóng ở cả tầm quốc gia lẫn địa phương. Chúa Nguyễn và Tokugawa trao đồi thư từ và quà tặng hàng năm qua thương nhân Nhật Bản. Năm 1604, Chúa Nguyễn hoàng thậm chí còn có ý kiến nhận thương nhân Nhật Bản Hunamoto Yabeiji làm con nuôi. Sau đó, Chúa Nguyễn Phúc Nguyên, con trai Chúa Nguyễn hoàng, còn cố nâng quan hệ ngoại giao lên một tầm cao mới. Theo Phan Khoang trong Việt Sử. Xứ Đàng Trong, Chúa Nguyễn Phúc Nguyên gả con gái mình, Công chúa Ngọc Khoa cho Araki Shutaro, một thương nhân Nhật Bản khác. Chúa Nguyễn thậm chí còn ban cho Araki quốc tính là Nguyễn Taro, gọi là Hien Hung. Chúa Nguyễn cũng viết thư cho một số thương nhân Nhật Bản, Honda Kouzukenosuke và Chaya Shiro Jiro khuyến khích họ nên giao thương với Đàng Trong.
Trong khi đó, quan hệ giữa Nhật Bản với Đàng Ngoài không mấy tiến triển. Trước năm 1635, rất ít thuyền Nhật cập bến Đàng Ngoài và thương nhân người Nhật mở thương điếm ở Phố Hiến và Thăng Long. Thương nhân Nhật Bản nổi tiếng nhất ở Đàng Ngoài Suminokura Kyoi, bán xu bằng đồng, vũ khí và bạc cho Chúa Trịnh và mua lụa tốt. Cho đến khi nhà Tokugawa thi hành chính sách bế quan tỏa cảng, Tỏa Quốc năm 1635 và thương nhân Nhật Bản bị cấm ra nước ngoài, một số lớn thương nhân Nhật Bản quyết định ở lại và chuyển ra Đàng Ngoài định cư. Người Hà Lan, những trung gian thương mại tốt nhất của họ với thương nhân Việt Nam, thuê những người thông thạo phong tục Việt Nam, có kinh nghiệm giao thường và có thể nói thành thạo tiếng địa phương. Vì quan hệ giữa người Hà Lan và Chúa Nguyễn không tốt, người Hà Lan duy trì mối quan hệ thường xuyên hơn với Chúa Trịnh. Theo Dumoutier, vài người Nhật có quan hệ gần gũi với triều đình. Ông thuật chuyên một phu nhân người Nhât, Ouroussan trở thành ái thiếp của Vua Lê Thần Tông.
Thương nhân Nhật Bản có quan hệ tốt với người bản địa. Họ hòa nhập vào cộng đồng Việt Nam và dần tiếp thu những phong tục của địa phương. Một số lượng lớn thương nhân Nhật Bản kết hôn với người bản địa và ủng hộ tiền bạc để sửa hay xây mới chùa và cầu. Ở đô thị cổ Hội An, cầu Nhật, hay còn có tên là Chùa Cầu, nối phố Trần Phú với phố Nguyễn Thị Minh Khai là biểu tượng cao nhất cho tình hữu nghị Việt-Nhật.

### Buôn bán đồng xu Nhật Bản vào thế kỷ 17
Để hiểu tại sao thương nhân Nhật Bản mang xu bằng đồng đến nước Việt để trao đổi vào thế kỷ 17, ta nên xem lại lịch sử tiền tệ Nhật Bản. Nhật Bản ban đầu là một quốc gia giàu tài nguyên kim loại quý ví dụ như bạc, vàng và đồng. Vào đầu thế kỷ 8, những đồng xu vàng, bạc và đồng không chỉ đã tồn tại mà còn được đúc ở chính nước Nhật. Những đồng xu này được làm để ban thưởng hơn là một hình thức trao đổi. Trong những ngày đó, nước Nhật vẫn mới ở mức kinh tế trao đổi hàng hóa. Từ thế kỷ 12 đến năm 1587, nước Nhật ngừng khai mỏ và gửi hàng hóa đến Trung Quốc để đổi lấy các xu bằng đồng của Trung Quốc, khi nhu cầu về tiền xu tăng lên. Thế kỷ 15, Mạc phủ Ashikaga nhiều lần gửi yêu cầu cho nhà Minh ở Trung Quốc về nguồn cung tiền xu. Bởi vậy, Toraisen, tiền xu nhập khẩu từ Trung Quốc, ví dụ như Gia Định thông bảo (Katei Tsuho) hay Tống, Hồng Võ thông bảo (Kobu tsuho) và Vĩnh Lạc thông bảo (Eiraku Tsuho) của nhà Minh lưu thông trên khắp Nhật Bản. Trong khi nguồn cung Toraisen vẫn không đáp ứng được cầu tiền tệ do mở rộng giao thương, giai cấp quý tộc tự mình đúc tiền xu Nhật (Shichusen) để lấp đầy khoản thiếu hụt. Trong thế kỷ 16, các đồng xu Toraisen bị vỡ hay hỏng hay các đồng Shichusen chất lượng kém được gọi là Bitasen, hay đồng xu chất lượng kém. Dân chúng bắt đầu thu thập tiền xu và không nhận thanh toán bằng Bitasen. Trong thời Tokugaw, tỉ lệ trao đổi giữa Toraisen và Bitasen là 4 ăn 1. Shogun muốn giải quyết tình trạng lộn xộn của thị trường tiền tệ, độc quyền đúc tiền xu và tiêu chuẩn hóa tiền tệ Nhật Bản. Năm 1608, nhà Tokugawa cấm lưu hành Bitasen, bao gồm cả các đồng xu Trung Quốc nhập khẩu. Ông cũng thúc đẩy việc khai thác vàng, bạc và đồng và ứng dụng công nghệ tiên tiến của Trung quốc vào việc tinh luyện kim loại. Xu, thỏi vàng và bạc cũng như Tensho Tsuho, Genna Tsuho và Kanei Tsuho bắt đầu thay thế những đồng xu cũ.
Thương nhân Nhật nghĩ ra sáng kiến thu mua thứ tiền cấm và sụt giá này để bán cho các thương thuyền hay các nước khác. Dịch vụ buôn tiền vừa mang đến nhiều lợi tức cho Nhật, vừa được khuyến khích bởi chúa Nguyễn ở Đàng Trong, đang cần đồng để đúc súng thần công và sử dụng tiền đồng ngoại nhập để tiêu dùng. Thời đó, các chúa Nguyễn đã yêu cầu ngườI Hòa Lan mua hết tiền đồng của Nhật, để mang đến bán cho Đàng Trong. Đến năm 1651, để đáp ứng lời yêu cầu cung cấp tiền đồng của Quế Vương, một thân vương của nhà Minh khởi nghĩa chống nhà Thanh vào thời đó, chính quyền địa phương của Nagasaki đã đúc tiền Vĩnh Lịch thông bảo (Eiryaku Tsuho) cung cấp cho Phúc Kiến, Đài Loan. Tokugawa, ngoài việc đáp lại yêu cầu của chúa Nguyễn, còn được nhiều lợi tức, đã cho phép đảo Trường Kỳ được quyền đúc tiền để xuất cảng từ năm thứ hai của Manji (1659) đến năm thứ hai của Jokyo (1685), sau nhiều lần từ khước những yêu cầu của chính quyền địa phương. Tuy nhiên đảo Trường Kỳ chỉ được phép đúc tiền ngoại thương, nhưng không được đúc tiền Khoan Vĩnh đang dùng trong nước Nhật. Dịch vụ buôn tiền và từ ngữ Trường Kỳ Mậu Dịch Tiền phát sinh từ đó, vì người Nhật đúc tiền đồng, thoi đồng mang đến Trường Kỳ, Nhật Bản để chở bán cho Đại Việt. Tiền Trường Kỳ còn được tàu Leyden mang về Amsterdam vào năm 1621 để thử nghiệm kim loại trước khi người Hà Lan định mua để lấy đồng. Tuy nhiên kết quả không như mong muốn, và người Hoà Lan chở tiền đồng đem bán cho các nước khác như Ba Tư, Âu châu trên những chuyến tàu về xứ họ. Tác giả đã có dịp liên hệ với Bác sĩ Wybrand Op den Velde ở Amsterdam, một sưu tập gia về tiền cổ Á châu và cũng là tác giả quyển Cash Coin Index, part 2: The Cash Coins of Vietnam xuất bản ở Amsterdam, về tiền Trường Kỳ. Ông ta cho biết tiền Trường Kỳ khá dễ tìm thấy ở Amsterdam. Có lẽ Batavia, Hội An và Amsterdam là ba địa điểm có liên hệ sâu xa nhất với tiền Trường Kỳ và là những nơi dễ tìm thấy thứ tiền ngoại thương này nhất vào ngày nay.
Ở Đàng Ngoài, tiền Trường Kỳ đã được dân Việt tiêu dùng như các tiền đồng của vua Lê, hoặc được nấu chảy để đúc khí cụ. Giáo sĩ Alexandre de Rhodes đến Đàng Ngoài vào năm 1627 đã nói về tiền tiêu dùng thời đó, rằng có hai loại tiền lớn và nhỏ. Tiền lớn do người Hoa, Nhật mang vào, được tiêu dùng khắp xứ. Tiền nhỏ chỉ tiêu dùng ở kinh đô và bốn tỉnh chung quanh. Trị giá của tiền nhỏ tùy thuộc số lượng nhập cảng của tiền lớn vào mỗi năm. Tuy vậy, trung bình 10 tiền đồng nhỏ tương đương với 6 tiền đồng lớn. 
Từ năm 1671, người Anh bắt đầu nghiên cứu về dịch vụ buôn tiền của người Hà Lan. Vài chi tiết được cung cấp trong sổ Nhật Ký của công ty Đông Ấn của Anh ở Phố Hiến cho thấy.
| Ngày tháng          | Vài chi tiết về Đăng ký của Công ty Đông Ấn Anh Quốc thể hiện hoạt động nhộn nhịp của việc buôn tiền ở Phố Hiến, Đàng Ngoài |
| ------------------- | --- |
| 22 tháng 8 năm 1672 | 3 tàu Hòa Lan từ Batavia đến Đàng Ngoài mang theo 6 triệu tiền đồng và 1000 thỏi bạc                                        |
| 7 tháng 4 năm 1675  | 1 tàu Trung Hoa từ Nhật đến Đàng Ngoài mang đầy tiền đồng và bạc                                                            |
| 17 tháng 6 năm 1675 | 1 tàu Hòa Lan từ Batavia đến Đàng Ngoài với 80 rương chứa tiền đồng.                                                        |
| 23 tháng 2 năm 1676 | 2 tàu Trung Hoa từ Nhật đến Đàng Ngoài với tiền đồng                                                                        |

Xứ Đàng Trong không có mỏ đồng. Trong lúc đó, chúa Nguyễn rất cần đồng để đúc tiền, đúc súng chống lại họ Trịnh. Nguồn cung cấp phần lớn từ Nhật Bản, phần còn lại từ Trung Hoa và Batavia. Chúa Nguyễn cho nhập cảng một số lớn đồng trong suốt thế kỷ 17 và sang cả thế kỷ 18; cho dù rằng chiến tranh Trịnh Nguyễn đã chấm dứt sau khi Trịnh Tạc lùi quân về bên kia sông Gianh vào năm 1672, qua 7 lần Nam Bắc giao tranh. Nhu cầu đúc súng không còn cấp bách nữa, nhưng vì tiền đồng có lưu thông dồi dào, việc giao thương trong xứ mới phát triển. Điển hình là chính chúa Nghĩa, trong năm 1688, đã gởi bốn lá thư yêu cầu chính quyền Nhật đúc tiền bán cho Đại Việt, khi gia tộc Tokugawa khởi sự giới hạn việc xuất cảng bạc và đồng ra ngoại quốc.
Tài liệu lưu trữ của công ty Đông Ấn Hà Lan cho thấy tầm vóc của dịch vụ buôn tiền ở Đàng Trong. Từ năm 1633 đến 1637, công ty đã nhập cảng 105834 xâu tiền đồng Trường Kỳ, mỗi xâu gồm 960 đồng tiền, vị chi là 101600640 đồng tiền được nhập cảng trong một thờI gian năm năm. A. van Aelst cho chi tiết rõ hơn về số lượng tiền đồng khổng lồ này, là 1.250.000 tiền Vĩnh Lạc và 100.000.000 tiền Khoan Vĩnh. Như thế, khoảng 20 triệu đồng tiền được đưa vào Đàng Trong mỗi năm do người Hòa Lan. Đó là chưa kể đến số lượng tương đương từ các thương thuyền Nhật và Hoa. Tài liệu cũng cho thấy một số lượng đồng khá lớn được dùng trong việc quốc phòng, như năm 1636, chúa Thượng đã mua 30 ngàn lạng đồng hạng xấu để đúc súng thần công. Và tháng 9 năm 1637, bốn thương thuyền Hoa cặp bến Đàng Trong với hai triệu đồng tiền Nhật. Khi Tướng quân Tokugawa ban hành chính sách Tỏa Quốc và ra lệnh cấm thương nhân Nhật Bản xuất dương từ năm 1635, kẻ nào vi phạm luật sẽ bị tội chết, và chỉ cho phép thương thuyền của người Hà Lan và Trung Hoa đến giao thương ở Trường Kỳ; thương nhân Nhật Bản đã chuyển nhượng số tiền đồng lên đến 200 tấn qua tay người Hòa Lan, để nguồn tiếp liệu được duy trì đều đặn.
Chẳng trách chỉ hơn 50 năm sau thế kỷ 18, khi Lê Quý Đôn theo Đoan quận Công Bùi Thế Đạt vào chiếm Thuận Hoá, Quảng Nam, đã phải than rằng ngày trước nhà Nguyễn dùng đồng rất hoang phí. Đồng được dùng làm những cái đinh, những bản lề, và trang sức cho các công đường, đình sở. Trong Phủ Biên Tạp Lục, ông đã dẫn chứng về việc nhập cảng đồng từ Nhật, Hoa của chúa Nguyễn.... Hai xứ Thuận Hoá và Quảng nam không có mỏ đồng. Nước Nhật Bản thì thổ sản có nhiều đồng đỏ, nên hằng năm tàu nước ấy chuyên chở đồng đến nước ta bán, quan chức nhà Nguyễn phái người đến thâu mua, cứ 100 cân trị giá 45 quan tiền đồng. Còn như tàu thuyền các khách buôn ở tỉnh Phúc Kiến và tỉnh Quảng Đông thuộc nước Trung Hoa có chuyên chở đồng đỏ sang nước ta bán, thì phải khai báo đầy đủ giấy tờ, bấy giờ các quan chức mới y theo giá định kể trên mà mua hết. Còn thừa bao nhiêu, các khách buôn mới được phép bán, đổi chác cho người ngoài.
Mức lợi tức của dịch vụ buôn tiền trong giai đoạn này ra sao? Nhật Ký của Công ty Đông Ấn Hà Lan cho thấy rõ lý do người Hà Lan đã tham gia vào dịch vụ này. Vào những năm 1635-1636, những xâu tiền trị giá 1 lạng bạc ở Nhật bán được ở Đàng Trong với giá 10.5 lạng. Người Hoa cũng nhận thấy mối lợi lớn này. Nhiều thương thuyền Trung Hoa, hoặc sang Nhật buôn tiền Trường Kỳ hoặc mang tiền Hoa, sang bán cho Đại Việt. Từ năm 1684, tiền Khang Hi được đúc giảm trọng lượng. Một lạng bạc tương đương 1400 - 1500 đồng tiền Khang Hi nặng hay 3030 đồng tiền Khang Hi nhẹ, nghĩa là tương đương hơn 5 quan tiền Đại Việt (1 quan = 600 đồng). Trước năm 1750, theo Pierre Poivre, ở Đại Việt, 10 lạng vàng ăn từ 130 đến 150 quan, nghĩa là 5 quan tương đương vớI 0.3846 lạng vàng. Như thế, thương buôn phải trả 1 lạng bạc để mua được 1 chỉ vàng ở Trung Hoa theo trị giá tỷ lệ vàng bạc 1/10 thời đó, nhưng nếu buôn tiền, 1 lạng bạc có thể kiếm được gần 3.8 chỉ vàng ở Đại Việt.

### Tiền Nagasaki
Không kể đến tiền Nhật chính thống như tiền Khoan Vĩnh và các tiền Hoa ngoại nhập vào đất Nhật từ đời trước như tiền Vĩnh Lạc, Hồng Vũ đã được đưa vào Đại Việt, tiền đồng đúc ở Trường Kỳ có ba loại chính: 
- Tiền Trường Kỳ Vĩnh Lịch (Nagasaki Eiryaku Sen)
- Tiền Trường Kỳ Ngũ Hành (Nagasaki Gogyo Sen)
- Tiền Trường Kỳ Mậu Dịchins (Nagasaki Boeki Sen).

Tiền Trường Kỳ Vĩnh Lịch (Nagasaki Eiryaku Sen) được sử dụng bên Đài Loan, đúc theo mẫu Vĩnh Lịch thông bảo của tiền Hoa. Vĩnh Lịch là niên hiệu của Quế Vương (1646-1662), một thân vương của nhà Minh, được lập ở Triều Khánh, Quảng Đông, trong khi nhà Thanh đã chiếm Bắc Kinh; sau Quế Vương bị Ngô tam Quế giết chết vào năm 1662. Khi thượng tướng Trịnh thành Công chiếm cứ Đài Loan làm căn cứ địa để khôi phục nhà Minh, thì dịch vụ buôn tiền trở nên phát đạt vì thêm mối khách hàng. Cho nên đến khi Khang Hi bình định được Đài Loan vào năm 1683, thành trì phản Thanh phục Minh cuối cùng bị phá vỡ, dịch vụ buôn tiền trở nên trì trệ, rồi chấm dứt sau đó.
Tiền Trường Kỳ Ngũ Hành (Nagasaki Gogyo Sen) là một loại tiền đúc đặc biệt ở Trường Kỳ để chúc may mắn cho Teiseiko, một người Nhật đã bỏ trốn sang Đài Loan. (26). Loại tiền này gồm các đồng Tứ Kim (Kin Sen), Tứ Mộc (Moku Sen), Tứ Thủy (Sui Sen), Tứ Hoả (Ka Sen) và Tứ Thổ (Do Sen). Mỗi đồng tiền được đúc bốn chữ tượng trưng cho một hành trong Ngũ Hành, với bốn mẫu chữ khác nhau.
Tiền Trường Kỳ Mậu Dịch (Nagasaki Boeki Sen) là tiền dùng trong việc giao thương, phần lớn được đưa vào Đại Việt thời đó và một phần cũng được xuất cảng đến Hoà Lan để nấu chảy. Loại tiêu biểu và được đúc nhiều nhất là tiền Nguyên Phong thông bảo, ngườI Nhật gọi là Genho Tsuho. Có đồng viết chữ triện, hoặc chữ thảo, hoặc chữ khải và tất cả chữ đều đọc vòng. Đường kính tiền vào khoảng 24 mm. Gờ viền lỗ ở mặt sau có thể có hay không. Tiền Trường kỳ Nguyên Phong có đến 40 loại mẫu khác nhau.
Có loại viết chữ thảo (gọi là Gyo Sho Genho), hoặc chữ triện (Cho Kan Ho Genho). Có loại chữ viết to (Hiji Genho), hoặc chữ viết nhỏ (Shoji Genho). Có loại tiền với vành tròn của rìa lớn hơn và có trị giá gấp 2 đồng khác mà ngườI Nhật gọi là loại Taiyo. Người sưu tập lại còn phân biệt thêm dựa vào chi tiết, từ nét ngang cuối cùng của chữ Phong có ngang hàng với nét ngang dưới của lỗ vuông hay không, hoặc nét móc của chữ Nguyên dài hay ngắn hơn cạnh dọc của lỗ vuông.
Niên hiệu dùng trên tiền Trường Kỳ thường là những niên hiệu của nhà Tống. Tuy vậy tiền Trường Kỳ vẫn có những đặc thù, khi nhìn hai đồng tiền Trường Kỳ và Trung Hoa chúng ta sẽ phân biệt rõ rệt ngay. Đặc điểm nổi bật nhất của tiền Trường Kỳ là lỗ vuông ở giữa tiền rất to, từ 7 mm đến 8 mm, viền lỗ được kẻ vuông vắn. Ngoài ra thư pháp cũng có những điều khác biệt với tiền Trung Hoa, như chữ viết đơn giản, bớt nét của trường hợp chữ Phong viết thảo; hoặc chữ viết như được vẽ đồ theo nét mẫu như chữ Phong viết chữ khải của tiền trên. Hợp kim dùng đúc tiền của ngườI Nhật Bản không giống như của người Trung Hoa, vì thế màu hoen rĩ sét trên tiền Trường Kỳ cũng có điểm khác biệt.
Kế đến là tiền Trường Kỳ Tường Phù nguyên bảo cũng rất thông dụng thời đó. Người Nhật gọi là Shofu Genho. Chữ của tiền đọc vòng. Một số tiền Trường Kỳ khác, chữ viết chân phương như tiền Gia Hựu thông bảo (Kayu Tsuho), Hi Ninh nguyên bảo (Kinei Genho), Thiên Thánh nguyên bảo (Tensei Genho).
Tác giả Tạ Chí Đại Trường trong Những Bài Dã Sử Việt, khi nói về tiền Trường Kỳ, cho biết sách của Đinh Phúc Bảo còn có tiền Trường Kỳ Thái Bình thông bảo với hai mẫu hình một đồng có chữ VĂN và một đồng có Nhật Nguyệt ở lưng tiền và tiền Trường Kỳ Hoàng Tống (28). Người Nhật gọi Thái Bình Thông bảo là Taisei Tsuho. Tuy nhiên các sách về tiền cổ của Nhật Bản không thấy nói đến tiền Trường Kỳ Thái Bình và Hoàng Tống này.
Tiền Trường Kỳ cũng có nhiều đồng viết chữ triện, như tiền Trị Bình nguyên bảo (Jihei Genho), tiền Hi Ninh nguyên bảo (Kinei Genho), tiền Thiệu Thánh nguyên bảo (Shosei Genho).
Trong dịp thảo luận với anh Lê Hoàn Hưng, biên tập viên của Tạp chí tem ở Việt Nam, về tiền Trường Kỳ, chúng tôi được biết có loại tiền mậu dịch Trường Kỳ do Đàng Trong đúc lại. Theo nhận xét của anh Lê Hoàn Hưng, tiền mậu dịch của Nhật đúc đẹp và sắc sảo hơn; còn loại tiền đúc lại, thường là tiền Nguyên Phong Thông Bảo, đúc không đẹp và kém sắc sảo, nhất là ở chữ Phong. Một số tiền khác đúc nhỏ mỏng và xấu rất dễ phân biệt. Francois gần đây công bố nghiên cứu của mình về sự pha chế tiền Nagasaki và tiền xu đề cập đến trong Phủ Biên Tạp Lục. Nghiên cứu của anh được xuất bản năm 1999.

### Kết thúc
Từ năm 1633, thậm chí cả khi Mạc phủ Tokugawa cũng cấm thương nhân Nhật Bản đi ra nước ngoài, giao thương giữa Nhật Bản với các nước châu Á khác vẫn nở rộ. Sau khi nước Nhật bế quan tỏa cảng, tàu Hà Lan và Trung Quốc từ các bến càng Đông Nam Á vẫn được phép đến Nagasaki. Nhà cung cấp chính tiền đồng Nhật Bản chuyển giao thị phần tiền đồng của mình ở Đàng Trong cho Công ty Đống Ấn Hà Lan. Chính sách Tỏa Quốc của Nhật căn bản không phải là chính sách cô lập về kinh tế. Tuy vậy, từ năm 1685, khi lệnh hạn chế xuất khẩu bạc được ban hành và sau đó là xuất khẩu đồng năm 1715, việc buôn bán giảm đi. Bạc và đồng đong vai trò thúc đẩy giao thương ở châu Á vào thời điểm đó. Khi xuất khẩu kim loại bị hạn chế, buôn bán tiền đồng cũng giảm sút nhanh chóng và hải thương ở châu Á cũng giảm mạnh.
Vào đầu thế kỷ 18, thương nhân Anh và Tây Ban Nha hiếm khi cập bến Đị Việt vì họ nhân thấy lợi nhuận thu được không nhiều như quá khứ. Người Anh thấy rằng thị trường bông vải ở Ấn Độ hứa hẹn hơn. Bán đảo Mã Lai và Tây Java mất đi vị thế độc quyền của mình trên thị trường gia vị vì sản phẩm của họ cũng được tìm thấy ở châu Phi và Nam Mỹ. Hải thương ở Đại Việt cũng tuột dốc thảm hại. Thời kỳ suy tàn của Phố Hiến, Hội An và Cachao bắt đầu. Cả kinh tế Đàng Trong và Đàng ngoài của Đại Việt đều rơi vào nguy khốn. Một loạt nạn đói, thiên tai và dịch bệnh dẫn đến sự sụp đổ của cả hai triều Trịnh Nguyễn rồi đến sự nổi lên của nhà Tây Sơn.

## Trao đổi kỹ thuật và văn hóa

### Tanegashima (種子島(銃)) (Chủng Tử Đảo (súng))

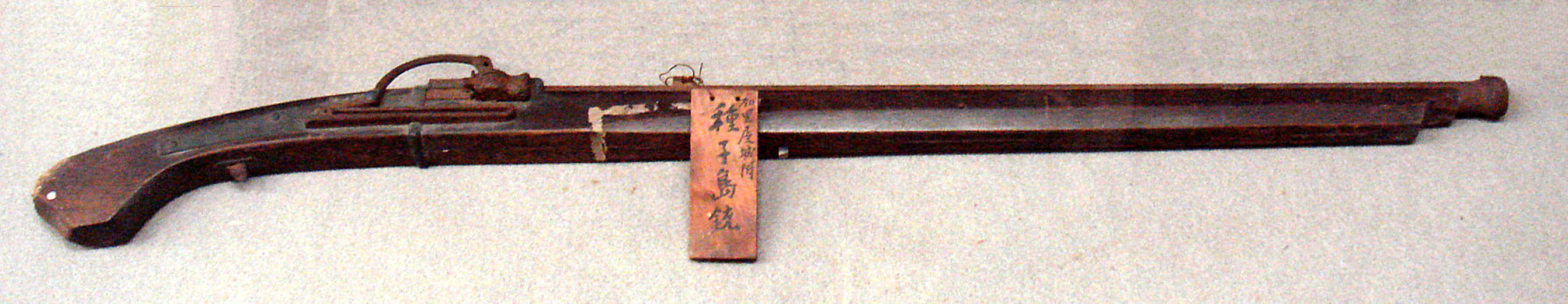
Súng Tanegashima

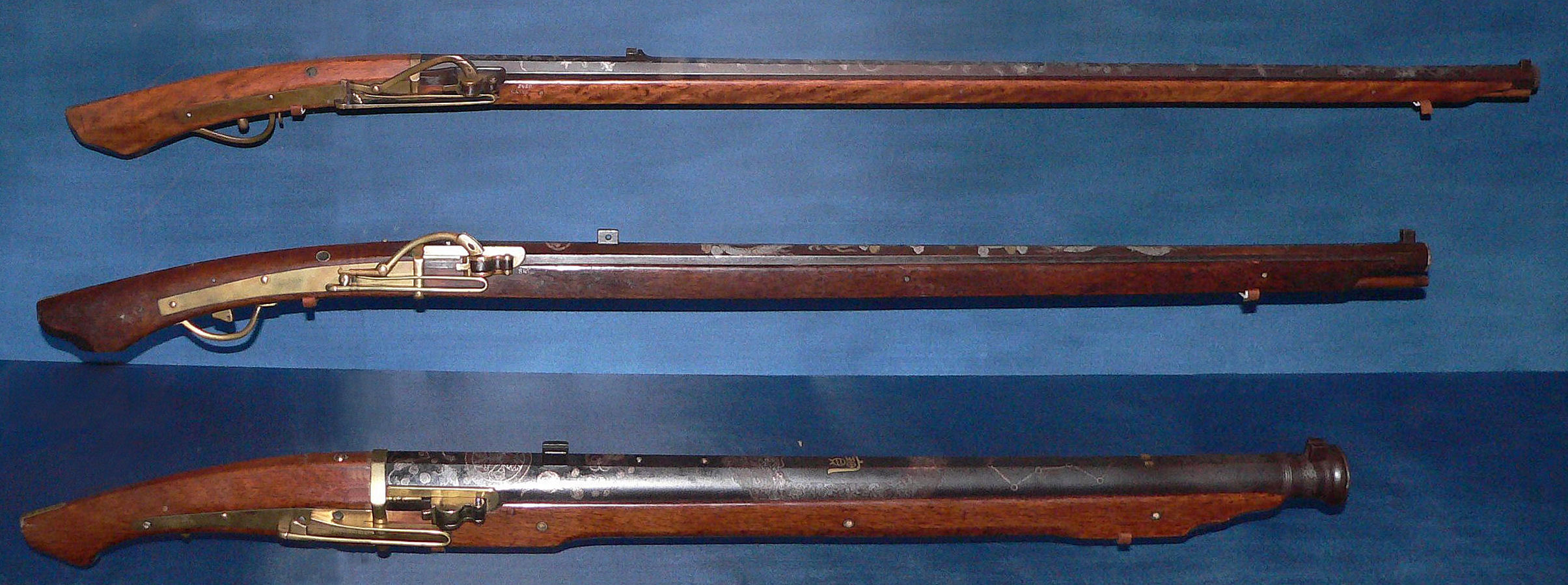
Súng hỏa mai Nhật Bản thời kỳ Edo (Tanegasima).

Một trong những thứ người Nhật quan tâm là súng của Bồ Đảo Nha. Ba người châu Âu đầu tiên đến Nhật Bản là những người Bồ Đào Nha (Fernão Mendes Pinto), đi trên một con tàu Trung Quốc đến phía Nam đảo Tanegashima, ở đó họ giới thiệu vũ khí của mình với những người họ gặp. Kể từ khi súng được truyền vào Tanegashima, súng hỏa mai ở Nhật cơ bản được gọi là Tanegashima. Vào thời đó, Nhật Bản đang chìm trong nội chiếm (thời kỳ Sengoku). Nói đúng ra, người Nhật đã quen với thuốc súng (được phát mình và du nhập từ Trung Hoa), và đã sử dụng loại súng đơn giản của Trung Quốc và đại bác ống gọi là Teppō (鉄砲 "Thiết pháo") từ khoảng 270 năm trước khi người Bồ Đào Nha đến. Tuy vậy, súng của Bồ Đào Nha nhẹ hơn, có bộ điểm hỏa cơ khí và dễ ngắm bắn.
Damiyo nổi tiếng, người gần như đã thống nhất được Nhật Bản, Oda Nobunaga, sử dụng đại trà súng hỏa mai trong trận chiến quyết định Nagashino, được Akira Kurosawa chuyển thể thành bộ phim năm 1980 Kagemusha (Chiến binh bóng đêm).
Trong vòng chưa đầy một năm, thợ đúc kiếm và thợ rèn Nhật Bản đã tái tạo thành công cơ cấu và có thể sản xuất hàng loạt súng. Chỉ trong vòng 50 năm sau đó, ''cho đến cuối thế kỷ 16, súng đã trở nên thông dụng ở Nhật Bản hơn bất kỳ quốc gia nào khác trên thế giới ", quân đội của họ trang bị số lượng súng lớn hơn bất kỳ một quân đội cùng thời nào ở châu Âu (Perrin).
Súng đóng vai trò quan trọng trong việc thống nhất Nhật Bản của Toyotomi Hideyoshi và Tokugawa Ieyasu, cũng như những cuộc xâm lược Triều Tiên của Hideyoshi năm 1592 và 1597.

### Shuinsen (朱印船)

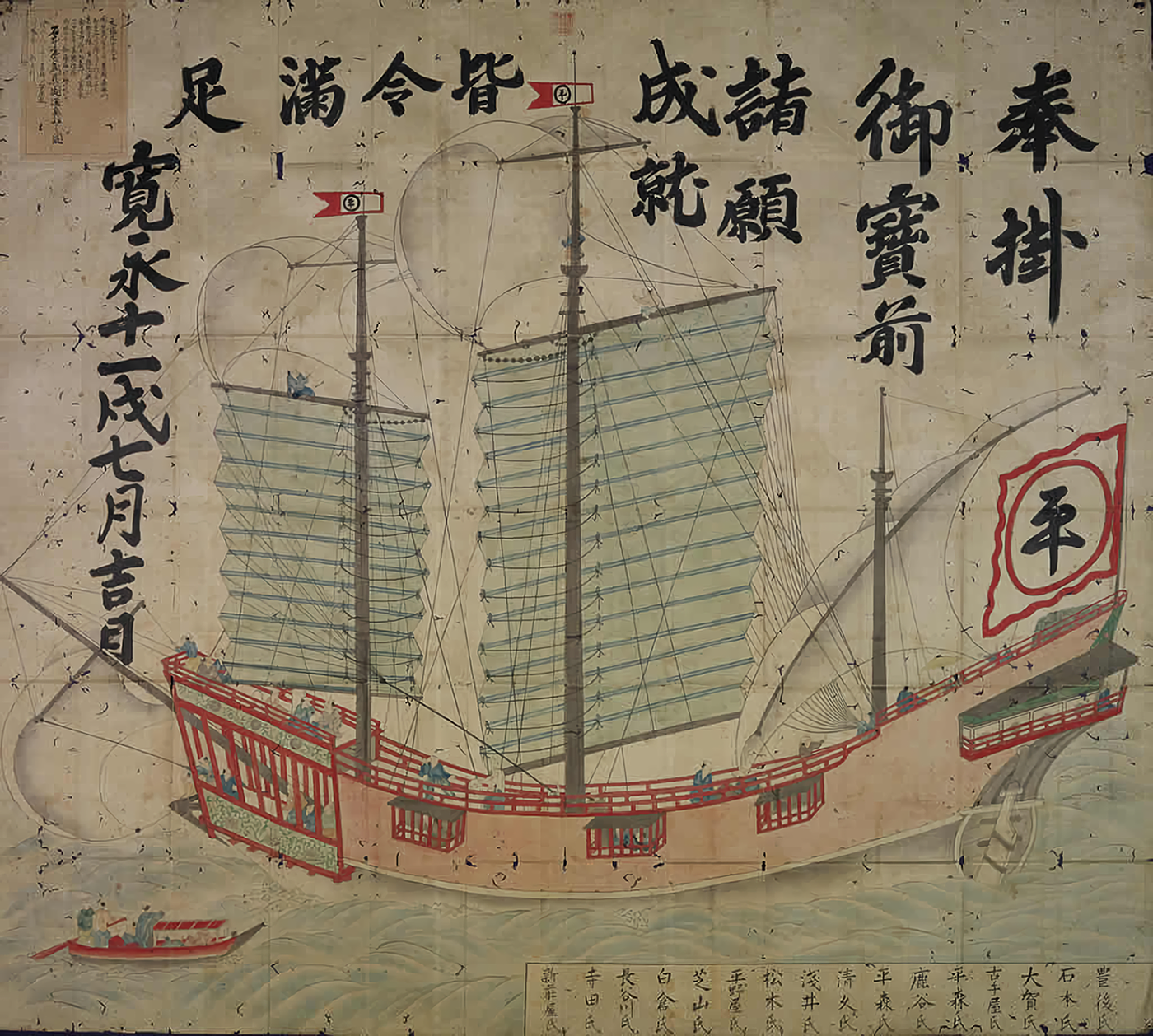
Shuinsen (朱印船) ("Châu ấn thuyền") Nhật Bản năm 1634, kết hợp phong cách vuông châu Âu, buồm hình tam giác và thiết kế đuôi tàu. Con tàu này thường được trang bị 6 đến 8 khẩu đại bác. Bảo tàng khoa học Hải quân Tokyo.

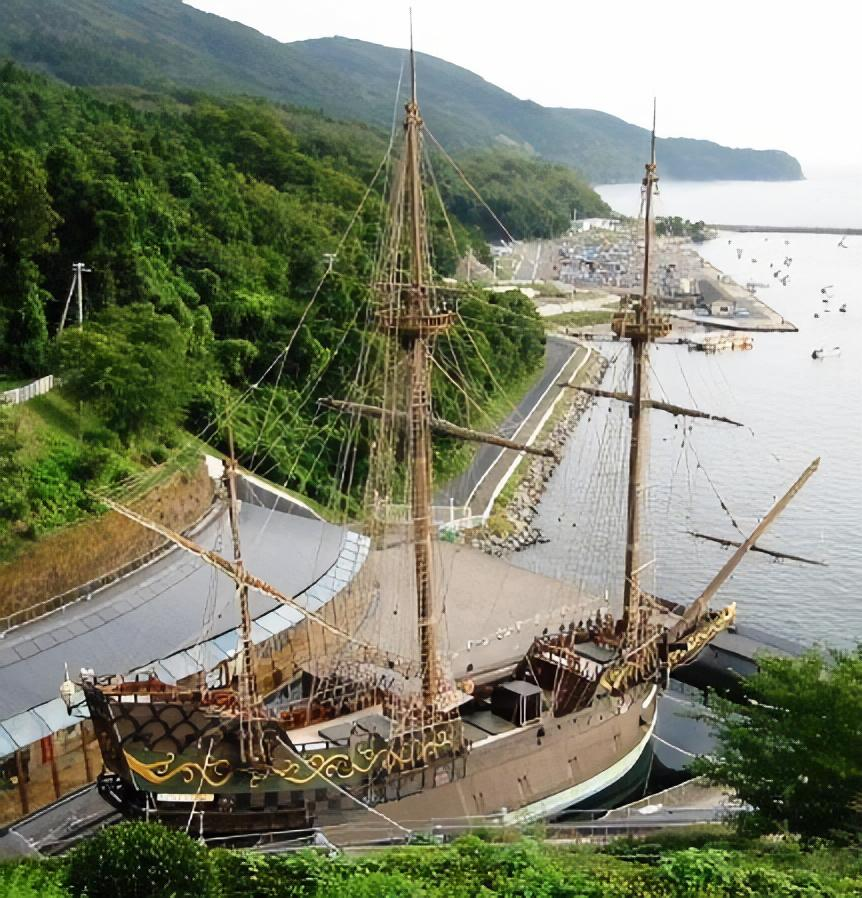
Thuyền buồm Nhật Bản đóng năm 1613 San Juan Bautista, ở Ishinomaki, Nhật Bản (bản sao).

Thuyền buồm châu Âu có ảnh hưởng nhất định đến ngành công nghiệp đóng tàu Nhật Bản, và thực sự đã kích thích nhiều chuyến hải hành mạo hiểm của người Nhật.
Mạc phủ thiết lập hệ thống hải thương với các con thuyền có giấy phép gọi là Châu ần thuyền (朱印船), dong buồm trên toàn cõi Đông và Đông Nam Á. Những con tàu này được kết hợp nhiều chi tiết thiết kế thuyền buồm, ví dụ như buồm, bánh lái và bố trí súng. Chúng mang thương nhân và nhà thám hiểm Nhật Bản đến các bến cảng Đông Nam Á, vài người dần có ảnh hưởng nhất định với các sự vụ tại địa phương, ví dụ như nhà thám hiểm Yamada Nagamasa ở Siam, hay sau này trở thành những hình tượng được yêu thích ở Nhật Bản như Tenjiku Tokubei.
Cho đến đầu thế kỷ 17, Mạc phủ đã đóng vài con thuyền hoàn toàn dựa trên thiết kế Nanban, thường với sự trợ giúp của các chuyên gia nước ngoài, ví dụ như thuyền buồm San Juan Batista, hai lần vượt Thái Bình Dương với nhiệm vụ đưa đoàn sứ thần đến Nueva España (Mexico).

### Đạo Công giáo ở Nhật Bản
Sau chuyến viếng thăm của tu sỹ dòng Tên hàng đầu Francis Xavier năm 1549, đạo Công giáo đã phát triển mạnh mẽ như là một tôn giáo quan trọng ở Nhật Bản. Mặc dù sự khoang dung của các "linh mục" phương Tây ban đầu liên quan đến vấn đề thương mại. Công giáo cũng đã có đến 200.000 tín đồ vào cuối thế kỷ 16, chủ yếu là nằm ở phía Nam đảo Kyūshū. Dòng Tên nhận được quyền lực thi hành pháp lý ở thành phố thương mại Nagasaki.

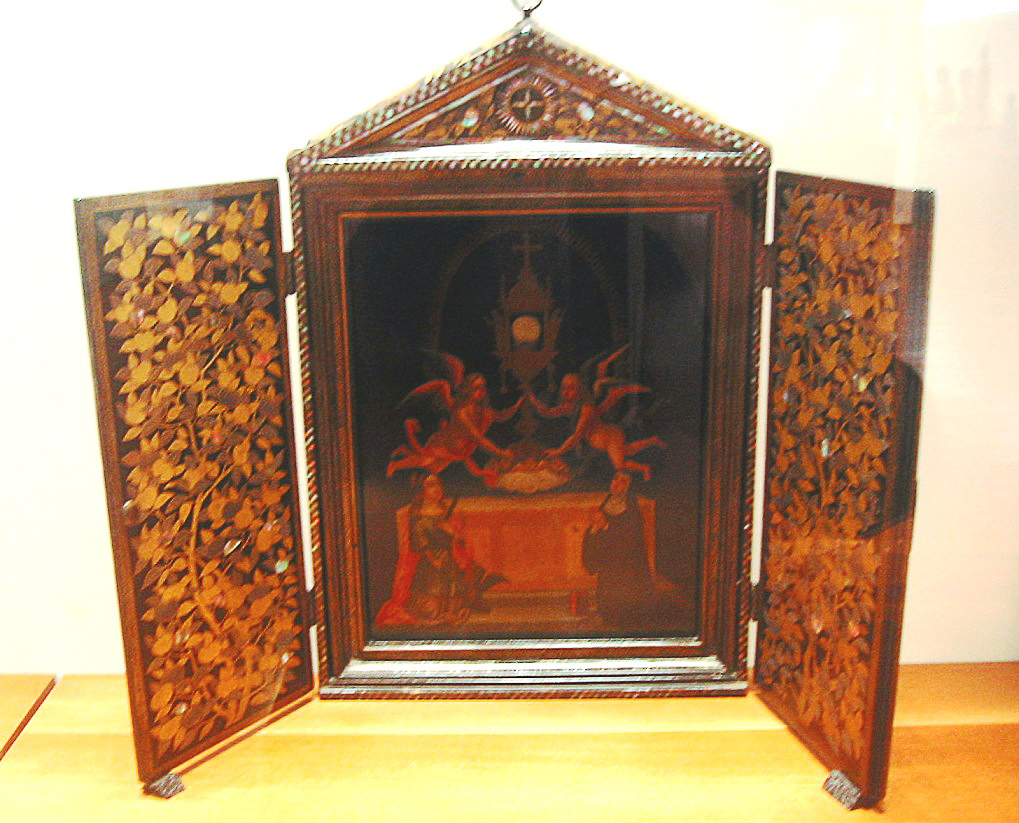
Bàn thờ ơn Chúa Nhật Bản, phong cách Nanban. Cuối thế kỷ 16. Bảo tàng Guimet.

Phản ứng đầu tiên là của kampaku Hideyoshi vào năm 1587, khi ông ban chiếu cấm đạo Công giáo, và ra lệnh trục xuất tất cả các linh mục. Tuy vậy, biện pháp này không được thực thi rốt ráo (chỉ có 3 trên 130 tu sỹ dòng Tên rời Nhật Bản), và các tu sỹ vẫn có thể theo đuổi mục đích của mình. Hideyoshi đã viết rằng:

"1. Nhật Bản là đất nước của Thánh Thần, và với những linh mục đến đây mà giao giảng những phép tắc ma tà, là điều hiểm ác và không thể chấp nhận được...
2. Với những linh mục đến Nhật Bản và cải đạo dân chúng nơi đây, thiêu hủy chùa chiền và đền thờ Shinto, đến nay là chuyện chưa bao giờ nghe thấy, chưa bao giờ nhìn thấy... khuấy động lũ hạ dân làm điều phạm thượng loại này đáng bị trừng trị nghiêm khắc." (From Boxer, "The Christian century in Japan")
Ông cũng lo lắng về nạn nô lệ mà đối tượng chủ yếu là phụ nữ Nhật Bản, họ là món hàng buôn bán giữa các daimyo Công giáo và người Bồ Đào Nha Maranos, ước tính đã có khoảng 500.000 người Nhật bị rao bán, chủ yếu là để đổi lấy thuốc súng.
Phản ững của Hideyoshi với Công giáo mạnh mẽ hơn khi một thuyền buồm bị đắm của Tây Ban Nha mang giáo phái Francis đến Nhật Bản năm 1597. Vụ xử tử 26 người Công giáo (6 tu sĩ Dòng Phanxicô, 17 người mới nhập đạo, và 6 tu sĩ Dòng Tên - do nhầm lẫn) diễn ra Nagasaki ngày 5 tháng 2 năm 1597. Dường như quyết định của Hideyoshi là do lời khích bác của các tu sỹ dòng Tên để tiêu diệt địch thủ của mình, người Tây Ban Nha thông báo với ông rằng các chiến dịch quân sự thường theo sau việc truyền đạo Công giáo. Mặc dù gần 100 nhà thờ bị thiêu hủy, nhưng phần lớn tu sỹ dòng Tên vẫn ở lại Nhật.
Cú đòn cuối cùng của Tokugawa Ieyasu là lệnh cấm ngặt Công giáo năm 1614, dẫn đến những hành động ngấm ngầm của tu sỹ dòng Tên, và sự tham gia của họ vào cuộc nổi dậy của Hideyori (1614-15). Việc đàn áp Công giáo trở nên dữ dội hơn sau cái chết của Ieyasu năm 1616, tra tấn và xử tử khoảng 20.000 người Công giáo (70 người phương Tây, còn lại là người Nhât), khiến 200-300.000 người bỏ đạo. Phản ứng mạnh mẽ cuối cùng của người Công giáo Nhật Bản là cuộc Nổi loạn Shimabara năm 1637. Sau đó, Công giáo Nhật Bản chuyển vào hoạt động ngầm, sử học gọi là Kakure Kirishitan ("Người bí mật theo Công giáo").

### Những ảnh hưởng Nanban khác

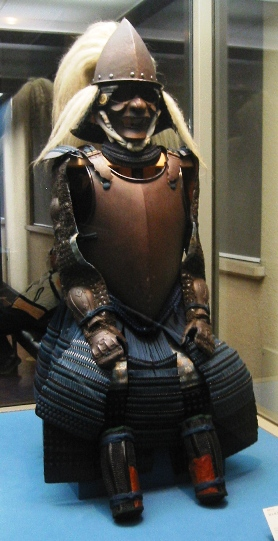
Nanbandō, áo giáp kiểu phương Tây, thế kỷ 16. Bảo tàng quốc gia Tokyo

Nanban cũng có nhiều ảnh hưởng khác như:
- Nanbandō (南蛮胴) ("Nam Man Đỗng") dùng để chỉ một loại áo giáp bọc lấy thân người chỉ với một mảnh, thiết kế bắt nguồn từ châu Âu.
- Nanbanbijutsu (南蛮美術) ("Nam Man Mỹ thuật") dùng để miêu tả chung nghệ thuật Nhật Bản với chủ đề Nanban hay chịu ảnh hưởng của thiết kế Nanban.
- Nanbanga (南蛮画) ("Nam Man họa") dùng để chỉ các bức tranh do người nước ngoài vẽ, và tạo ra cả một phong cách trong nghệ thuật Nhật Bản (Xem Nghệ thuật Namban và ví dụ tại: Lưu trữ ngày 5 tháng 5 năm 2004 tại Wayback Machine hay  Lưu trữ ngày 10 tháng 12 năm 2004 tại Wayback Machine)
- Nanbannuri (南蛮塗り) miêu tả kiểu tranh trí sơn mài dưa trên phong cách Bồ Đào Nhà, và là những vật dụng rất được yêu thích từ cuối thế kỷ 16 (Xem ví dụ tại: ).
- Nanbangashi (南蛮菓子) ("Nam Man quả tử") là các loại kẹo có nguồn gốc từ gia vị Bồ Đào Nhà và Tây Ban Nha, loại kẹo được yêu thích là "Kasutera" (カステラ) được đặt theo tên Castile và "Kompeito" (金平糖 こんぺいとう) được đặt tên theo từ tiếng Bồ Đào Nha "confeito", có nghĩa là kẹo đường. Các loại kẹo của người "Nam Man" vẫn được bày bán trong các siêu thị Nhật Bản cho đến ngày nay.
- Nanbanji (南蛮寺, "Nam Man tự"?) là nhà thờ Công giáo đầu tiên ở Kyoto. Với sự giúp sức của Oda Nobunaga, linh mục dòng Tên Gnecchi-Soldo Organtino xây dựng hà thờ này năm 1576. 11 năm sau (1587), Nanbanji bị Toyotomi Hideyoshi thiêu hủy. Ngày nay, quả chuông vẫn được giữ gìn, gọi là "Nanbanji-no-kane" (Chuông Nanbanji) tại Đền Shunkoin ở Kyoto.Shunkoin Temple Lưu trữ ngày 17 tháng 6 năm 2006 tại Wayback Machine

## Thương mại Nanban suy sụp
Tuy vậy, sau khi đất nước hòa bình và thống nhất nhờ Tokugawa Ieyasu năm 1603, Nhật Bản lại thu mình với những người Nam Man, chủ yếu là vì mối đe dọa ngày càng tăng của sự Phúc Âm hóa.
Cho đến năm 1650, trừ tiền đồn trao đổi ở Dejima, Nagasaki, cho người Hà Lan, và một số việc buôn bán với Trung Quốc, người nước ngoài là đối tượng của hình phạt tử hình, và những người cải đạo Công giáo bị xử tử. Súng gần như bị bỏ đi để thay vào đó là thanh kiếm "văn minh" hơn. Việc đi ra nước ngoài và đóng các con tàu lớn cũng bị cấm. Sau đó bắt đầu thời kỳ bế quan tỏa cảng, hòa bình, thịnh vượng và tiến triển chậm chạp của những năm Edo.
Những người "Nam Man" sẽ quay trở lại 250 năm sau đó, hùng mạnh hơn nhờ quá trình công nghiệp hóa, và chấm dứt sự cô lập của Nhật Bản, hạm đội Hoa Kỳ dưới sự chỉ huy của Phó đề đốc Matthew Perry sẽ buộc nước Nhật phải mở cửa lại năm 1854.

## Cách sử dụng chữ "Nanban"

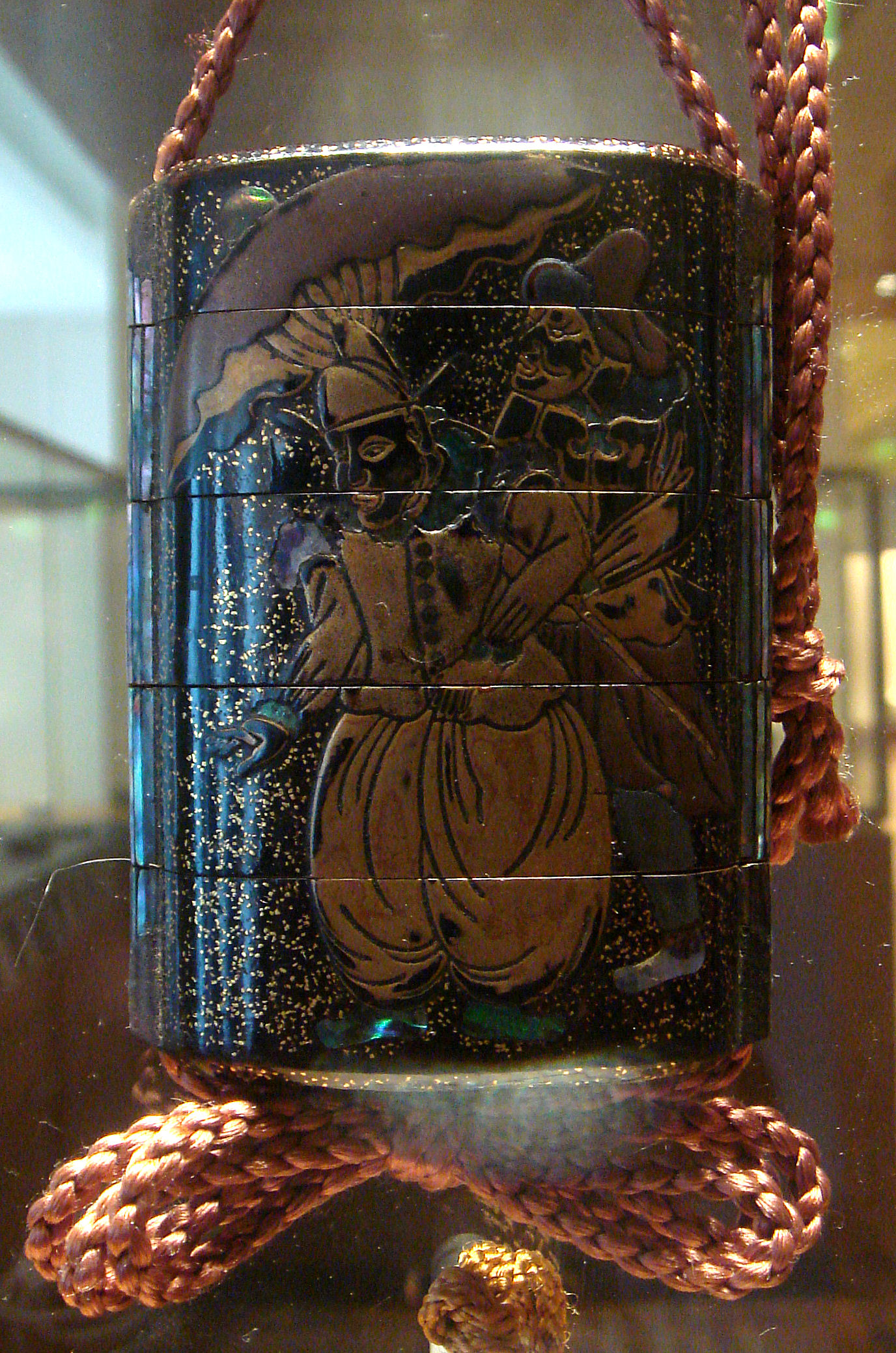
Inro (ấn lung) Nhật Bản vẽ người Nanban. Bảo tàng Guimet.

Cụm từ Nanban không biến mất trong đời sống hàng ngày cho đến thời kỳ Minh Trị, khi Nhật Bản quyết định Âu hóa triệt để với mục đích kháng cự tốt hơn với phương Tây, và không còn coi người phương Tây là những kẻ hoàn toàn "dã man" nữa. Những chữ như Yōfu (洋風), hay "dương phong", và Obeifu (欧米風), hay "Âu mễ phong" thay thế cho từ Nanban.
Tuy vậy, quy tắc chính xác của quá trình âu hóa là Wakon-Yōsai (和魂洋才 hay "Hòa hồn Dương tài"), với mục đích ám chỉ rằng mặc dù công nghệ có thể tiếp thu từ phương Tây, nhưng tinh thần Nhật Bản vẫn vượt trội so với tinh thần phương Tây, nhưng có lẽ đó không phải là lý do để sử dụng từ "dã man" một cách công khai nữa...
Ngày nay từ 'Nanban chỉ còn được sử dụng trong tài liệu lịch sử, và được coi là kỳ quặc và xúc phạm. Nó đôi khi có thể được dụng để đùa cợt người phương Tây hoặc những người từ các nền văn hóa khác.
Có một khu vực mà Nanban được sử dụng đặc biệt để chỉ một phong cách nhất định. Đó là nấu ăn và tên món ăn. Những món ăn Nanban không phải là món châu Mỹ hay châu Âu nhưng mà là những món ăn lạ không dùng nước tương hay miso mà dùng bột cà ri và rượu vang làm gia vị, một phong cách đặc trưng của phong cách ẩm thực từ Indo-Bồ Đào Nha Goan. Một số món khá giống món Đông Nam Á và thay đổi rất nhiều để phù hợp với khẩu vị người Nhật như ramen, đến nỗi chúng được coi là những món khác.

## Mốc thời gian
- 1543 – Thủy thủ Bồ Đào Nha (trong số họ có thể có Fernão Mendes Pinto) đến Tanegashima và truyền lại súng hỏa mai.
- 1549 - St Francis Xavier đến Kagoshima.
- 1555 – Bồ Đào Nha thiết lập Macau. Hàng năm gửi tàu thương mại đến Nhật Bản.
- 1570 – Cướp biển Nhật Bản chiếm một phần Đài Loan, từ đây họ thường xuyên quấy rối Trung Quốc.
- 1575 - Trận Nagashino, hỏa lực được sử dụng rông rãi.
- 1577 – Con tàu Nhật Bản đầu tiên đến Nam Kỳ, Nam Việt Nam.
- 1579 – Tu sĩ dòng Tên Alessandro Valignano đến Nhật Bản.
- 1580 – Dòng Tên nhận Nagasaki daimyo theo Công giáo Arima Harunobu.
- 1580 – Tu sĩ Dòng Phanxicô chạy trốn khỏi Nhật Bản đến An Nam (Việt Nam).
- 1584 - Mancio Ito đến Lisbon với ba người Nhật khác, đi cùng một linh mục dòng Tên.
- 1588 - Hideyoshi cấm cướp biển.
- 1592 – Nhật Bản xâm lược Cao Ly Những cuộc xâm lược Cao Ly của Hideyoshi với 160.000 quân.

- Ghi chép sớm nhất về Châu ấn thuyền.
- 1597 – Hành quyết 23 người tử đạo Nhật Bản (chủ yếu là tu sĩ Dòng Phanxicô) ở Nagasaki.
- 1598 – Hideyoshi qua đời
- 1600 - William Adams đến Nhật trên tàu Liefde.

- Trận Sekigahara, Tokugawa Ieyasu thống nhất Nhật Bản.
- 1602 – Tàu chiến Hà Lan tấn công tàu vuông Bồ Đào Nha Santa Catarina gần Malacca.
- 1603 - Edo được chọn làm nơi đặt chính quyền Bakufu.

- Thành lập thương điếm Anh ở Bantam, Java.
- 1605 – Hai người bạn cùng tàu của William Adams được Tokugawa Ieyasu gửi đến Pattani, để mời người Hà Lan giao thương với Nhật Bản.
- 1609 – Hà Lan mở thương điếm ở Hirado.
- 1612 - Yamada Nagamasa định cư ở Ayutthaya, Siam.
- 1613 - Anh mở thương điếm ở Hirado.

- Hasekura Tsunenaga đi sứ Mỹ và châu Âu. Ông trở về năm 1620.
- 1614 – Trục xuất dòng Tên khỏi Nhật Bản. Cấm đạo Công giáo.
- 1615 – Tu sĩ dòng Tên Nhật Bản bắt đầu truyền giáo ở Việt Nam.
- 1616 - Tokugawa Ieyasu qua đời.
- 1622 – Thảm sát người theo Công giáo.

- Hasekura Tsunenaga qua đời.
- 1623 – Người Anh đóng cửa thương điếm ở Hirado, vì không sinh lời.

- Yamada Nagamasa dong buồm từ Xiêm đến Nhật Bản, với một sứ thần của Vua Xiêm Songtham. Ông trở về Xiêm năm 1626.
- Cấm giao thương với Philippines thuộc Tây Ban Nha.
- 1624 – Cắt đứt quan hệ ngoại giao với Tây Ban Nha.

- Tu sĩ dòng Tên Nhật Bản bắt đầu truyền giáo ở Xiêm.
- 1628 – Đoàn Châu ấn thuyền của Takagi Sakuemon (高木作右衛門, "Cao Mộc Tác Hữu Vệ Môn") bị hải đội Tây Ban Nha phá hủy ở Ayutthaya, Xiêm. Để trả đũa, giao thương với Bồ Đào Nha ở Nhật bị cấm trong suốt 3 năm.
- 1632 - Tokugawa Hidetada qua đời.
- 1637 - Nổi loạn Shimabara của nông dân Công giáo.
- 1638 – Dứt khoát cấm giao thương với Bồ Đào Nha do Nổi loạn Shimabara bị quy là do âm mưu Công giáo.
- 1641 – Thương điếm Hà Lan chuyển từ Hirado đến Nagasaki.